# Laurence Masliah
Laurence Masliah est une actrice française.

## Biographie
Elle intègre l'école de la rue Blanche et le Conservatoire national d'art dramatique de Paris, et est élève de Michel Bouquet. À sa sortie en 1985, elle explore un large répertoire théâtral allant du classique au contemporain. Elle joue notamment le rôle de Célimène, face à Gérard Desarthe sous la direction d'André Engel, et travaille également avec Jean-François Peyret, Stuart Seide, Jean-Pierre Miquel, Jacques Lassalle ou Claire Lasne-Darcueil et depuis 1979 avec Patrick Haggiag, au sein de la compagnie qu'ils ont fondée ensemble.
Elle fait sa véritable entrée au cinéma en 1993 aux côtés de Gérard Depardieu dans Hélas pour moi de Jean-Luc Godard (rôle principal féminin), et tourne avec Robert Enrico, Francis Girod, Georges Wilson, Régis Wargnier, Michel Deville et Ridha Béhi.
Régulièrement, le petit écran l'accueille dans des dramatiques de Claude Santelli, Jacques Fansten, Jeanne Labrune, Pierre Lary, Denys Granier-Deferre, Aline Issermann, Claude-Michel Rome (avec André Dussollier), Rodolphe Tissot ou encore Alain Wermus.
À  partir de l’année 2000, elle participe régulièrement à des créations musicales aux côtés de Jean-Rémy Guédon, en duo et au sein de l'ensemble Archimusic. En 2007 et 2008 elle interprète le rôle de Macha dans La Mouette mis en scène par Claire Lasne-Darcueil au Centre Dramatique de Poitou-Charentes, puis en tournée et au Cloître des Carmes (Festival d'Avignon, 2008). Pendant cette même période, elle joue dans dix épisodes d’une série pour France 3, Adresse inconnue.
De mai 2010 à la fin de 2012, elle se consacre essentiellement à l’écriture d’une pièce de théâtre : J’ai de la chance, qu’elle a jouée du 29 octobre 2013 au 4 janvier 2014 au théâtre Lucernaire.

## Filmographie

### Cinéma
- 2020 :  Europe  de Philippe Sheffner
- 2018 :  À bloc  court métrage d'Hugues Espinasse
- 2013 : Hippocrate de Thomas Lilti
- 2011 : Une Estonienne à Paris d'Ilmar Raag, avec Laine Mägi, Jeanne Moreau, Patrick Pineau
- 2003 : Le Tango des Rashevski de Sam Garbarski, avec Hippolyte Girardot, Ludmila Mikaël, Michel Jonasz et Daniel Mesguich
- 2002 : Un monde presque paisible de Michel Deville, avec Simon Abkarian, Zabou Breitman, Vincent Elbaz et Julie Gayet
- 1999 : Une vie de prince de Daniel Cohen, avec Daniel Cohen
- 1998 : Charité biz'ness de Thierry Barthes et Pierre Jamin, avec Smaïn, Élie Semoun et Princess Erika
- 1998 : L'Inconnu de Strasbourg de Valeria Sarmiento, avec Ornella Muti, Charles Berling, Johan Leysen et Christian Vadim
- 1997 : La Divine Poursuite de Michel Deville, avec Antoine de Caunes, Emmanuelle Seigner, Élodie Bouchez, Denis Podalydès et Richard Gotainer
- 1996 : Abel, court métrage de Philippe-Emmanuel Sorlin, avec Hélène Surgère et Laurence Côte
- 1996 : L'Échappée belle d'Étienne Dhaene, avec Jean-Marc Barr, Anémone, Olivia Bonamy et Antoine Duléry
- 1995 : Une femme française de Régis Wargnier, avec Emmanuelle Béart et Daniel Auteuil
- 1995 : Toujours les filles souffriront d'amour, court métrage de Lucie Phan et Béatrice Plumet, avec Aure Atika
- 1994 : Les hirondelles ne meurent pas à Jérusalem de Ridha Béhi, avec Ben Gazzara et Jacques Perrin
- 1993 : Hélas pour moi de Jean-Luc Godard, avec Gérard Depardieu et Bernard Verley
- 1993 : Un jour comme un autre, court métrage de Sylvie Ballyot, avec Laurence Côte
- 1989 : La Vouivre de Georges Wilson, avec Lambert Wilson, Jean Carmet, Suzanne Flon, Jacques Dufilho et Macha Méril
- 1988 : L'Enfance de l'art de Francis Girod, avec Clotilde de Bayser, Bruno Wolkowitch, André Dussollier et Olivia Brunaux
- 1988 : Les Enfants de l'aube, court métrage d'Yvan Lagrange, avec Ann-Gisel Glass
- 1987 : Soigne ta droite de Jean-Luc Godard, avec Jane Birkin, Dominique Lavanant, Pauline Lafont, Éva Darlan, François Périer et Jacques Villeret
- 1985 : Signé Charlotte de Caroline Huppert, avec Isabelle Huppert, Niels Arestrup, Christine Pascal et Roland Blanche
- 1984 : Le Bon Plaisir de Francis Girod, avec Catherine Deneuve, Michel Serrault et Jean-Louis Trintignant
- 1983 : Au nom de tous les miens de Robert Enrico, avec Michael York, Brigitte Fossey et Jacques Penot

### Télévision
- 2020 :  Le voyageur  de Philippe Dajoux
- 2017 :  Agathe Koltès  d'Adeline Darraux
- 2013 - 2015 : Profilage (saisons 4 à 6) de Julien Despaux et Julius Berg : Laurence
- 2011 : Famille d’accueil (2 épisodes) d'Alain Wermus
- 2011 : Enquêtes Réservées de Christophe Barbier
- 2009 : Louis la Brocante de Véronique Langlois, avec Victor Lanoux
- 2008 - 2009 : Adresse inconnue (série France 3) de Alain Wermus
- 2002 : Joséphine, ange gardien (épisode La Vérité en face) : la femme de François
- 2000 : La Kiné d'Aline Issermann
- 1999 - 2000 : Julie Lescaut : Sandra Kaplan
- 1998 : Décollage immédiat d'Aline Issermann
- 1998 : Vérité oblige de Claude-Michel Rome avec André Dussollier
- 1997 : Les parents modèles de Jacques Fansten
- 1996 : Maigret tend un piège de Juraj Herz
- 1996 : Le prix de l’espoir de Josée Yanne avec Pierre Arditi, Evelyne Bouix, Philippe Volter
- 1996 : Le goût des fraises de Frank Cassenti avec François Cluzet
- 1996 : Une femme en blanc d'Aline Issermann avec Sandrine Bonnaire
- 1995 : L'instit, épisode 3-04, Aimer par cœur, de Pierre Lary : Marie
- 1994 : L'Instit de Pierre Lary avec Vincent Winterhalter
- 1994 : Novacek de Marco Pico avec Patrick Catalifo
- 1994 : Adieu les roses de Philippe Venault
- 1994 : Passé-composé de Françoise Romand
- 1993 : L’alibi en or de Michèle Ferrand avec Charles Aznavour, Didier Flamand
- 1989 : Teresa de los Andes (es) de Vicente Sabatini (es) interprété Madre du Bose, Televisión Nacional de Chile
- 1984 : La part de l’autre de Jeanne Labrune avec Laurent et Pierre Mallet
- 1984 : Maigret chez le ministre de Louis Grospierre
- 1984 : Le blockhaus de Philippe Monnier
- 1984 : Le chant de noël de Pierre Boutron avec Michel Bouquet
- 1982 : Micro bidon d'André Halimi
- 1982 : Après tout ce qu’on a fait pour toi de Jacques Fansten
- 1981 : La fontaine des innocents de Jean-Paul Roux
- 1979 : Le neveu de Rameau de Claude Santelli avec Michel Bouquet

## Théâtre

### Avec Patrick Haggiag
- 2013-2017 : J'ai de la chance de Laurence Masliah (théâtre Le Lucernaire, Festival Avignon off et en tournée - 155 représentations)
- 2001 : Opéra pour Térésine de Liliane Atlan
- 2001 : La Trilogie du revoir de Botho Strauss (Elfriede ; Théâtre de Colmar, coproduction Gennevilliers)
- 2000 : L’Héritière
- 1990-1993 : Sa Lettre de mariage de Botho Strauss (Monologue ; Théâtre de l’Athénée)
- 1984 : L’esprit des bois de Tchekhov (Julia ; Festival du Marais)
- 1981 : Les femmes savantes de Molière (Armande ; Chapelle de la Salpêtrière)
- 1980 : Amour pour amour, William Congreve (Angélica et Prudence ; Théâtre Saint-Médard)
- 1979 : Feuilles de route de Blaise Cendrars (La jeune fille ; Théâtre du Ranelagh)
- 1978 : Le chariot de terre cuite de Claude Roy (Madanika et Le juge ; Maison des Amandiers – Paris)

Avec d’autres metteurs en scène
- 2017 : Les Bacchantes Eschylle Traduction et mise en scène Marcus Borja au CNSAD (Agavé ; Conservatoire National Supérieur d' Art Dramatique)
- 2016 : Intranquillitéd'après Fernando Pessoa dirigé par Marcus Borja
- 2015 : Théâtre voyage sonore dans le noir avec 50 comédien.nes chanteuses et chanteurs création collective dirigée par Marcus Borja (Festival Impatience Théâtre de la Colline, théâtre de la Cité Universitaire)
- 2012 : Les apparents, de et avec Nadine Alari, mise en scène Franck Berthier (Le Petit Louvre, festival d’Avignon et tournée)
- 2009 : Tout le monde peut pas s’appeler Durand, Création collective, mise en scène Claire Lasne-Darcueil (Théâtre auditorium de Poitiers)
- 2007-2008 : La Mouette de Tchekhov, mise en scène Claire Lasne-Darcueil (Macha ; Tournée et Festival d’Avignon, Cloître des Carmes, Centre Dramatique de Poitou Charentes à Poitiers et en région)
- 2005 : Des-illusions, texte et mise en scène Bruno Cohen (L’Ange ; Festival d'Avignon, La Manufacture)
- 2005 : L’auteur de Beltraffio de Jean Pavans, d’après Henry James, mise en scène Jacques Lassalle (Mme Ambient ; Festival Nava)
- 2004 : Solness le constructeur de Henrik Ibsen, mise en scène Sandrine Anglade (Mme Solness ; Nantes – Lyon – Caen -  Athénée Paris)
- 2002-2003 : Le quatuor d’Alexandrie de Lawrence Durrell, mise en scène Stuart Seide (Cléa ; Festival d’Avignon, Célestins Lyon, Gémeaux Sceaux)
- 2002 : En délicatesse de Christophe Pellet, mise en scène Jean–Pierre Miquel (Théâtre de la tempête)
- 2000 : Histoire naturelle de l’esprit, création et mise en scène de Jean-François Peyret (Bobigny)
- 1992 : La vie est un songe de Pedro Calderon de la Barca, mise en scène José-Luis Gomez (Étoile ; Théâtre National de l’Odéon)
- 1991 : Zorn l’enchanteur, texte et mise en scène de Bruno Cohen (Hildegarde - La fée ; Château des Rohans Saverne)
- 1990 : Gourmandes voluptés de Anthelme Brillat Savarin, mise en scène de Gérard Lartigau (Marceline)
- 1989 : Intérieur de Maurice Maeterlinck (en Espagnol), mise en scène de Alejandro Castillo (Marthe ; Santiago du Chili)
- 1988 : Le barbier de Séville de Beaumarchais, mise en scène Alain Bézu (Rosine ; Théâtre des Deux Rives – Rouen)
- 1987 : Le misanthrope de Molière, mise en scène de France Rousselle (Célimène ; Théâtre du Gymnase – Marseille)
- 1986 : Le plaisir des autres d'Agnès Mallet d'après Cesare Pavese, mise en scène de Gilles Gleizes (Rosetta ; Théâtre 14)
- 1985 : Le misanthrope de Molière, mise en scène d'André Engel (Célimène ; MC 93 Bobigny)
- 1982 : Les sorcières de Salem d'Arthur Miller, mise en scène de Marie-Claire Valène (Mary Warren ; Festival d’Anjou)